# Иванов, Владислав Николаевич (учёный)
Владислав Николаевич Иванов (1928—2005) — российский учёный в области физики атмосферы, доктор физико-математических наук, профессор, заслуженный деятель науки РФ.

## Биография
Родился 28 октября 1928 г. в д. Коптево Смоленской области.
Окончил МГУ (1953). В 1960 г. там же защитил кандидатскую диссертацию на тему «Определение турбулентных характеристик естественного водного потока с помощью коррелометра».
С 1950-х гг. работал в Обнинском отделении (с 1963 г. Обнинский филиал) Института прикладной геофизики Гидрометеослужбы СССР. В 1968 г. филиал преобразован в Институт экспериментальной метеорологии, который в 1986 г. вошёл в состав вновь созданного научно-производственного объединения «Тайфун».
Зав. Лабораторией тропической метеорологии ИЭМ, которая в 1976 году преобразована в Отдел тропической метеорологии. Возглавлял отдел до 1997 года. В 1980-е гг. в нём работало около 60 сотрудников.
В 1969 г. защитил докторскую диссертацию:
- Структура пограничного слоя атмосферы по данным измерительного комплекса высотной метеорологической мачты : диссертация … доктора физико-математических наук : 01.00.00. — Москва, 1969. — 404 с. : ил.

Руководил исследованиями пограничного слоя атмосферы в Атлантическом океане в экспедиции «ТРОПЭКС-72» и международной экспедиции «АТЭП» в 1974 году. Научный руководитель крупных морских экспедиций в тропической зоне Тихого океана «ТАЙФУН-75» и «ТАЙФУН-78».
Учёный в области физики атмосферы, турбулентности. Специалист по механизмам обмена в пограничном слое атмосферы, ячейковой конвекции. Под его руководством в НПО «Тайфун» создана научная школа по турбулентности.
Заслуженный деятель науки РФ (1999).
Монографии:
- Использование высотной метеорологической мачты ИЭМ для изучения пограничного слоя атмосферы [Текст]. — Москва : Гидрометеоиздат. Моск. отд-ние, 1970. — 143 с. : ил.; 21 см. — (Труды/ Глав. упр. гидрометеорол. службы при Совете Министров СССР. Ин-т эксперим. метеорологии; Вып. 12).
- Бызова Н. Л., Гаргер Е. К., Иванов В. Н. Экспериментальные исследования атмосферной диффузии и расчеты рассеяния примеси. Л.: Гидрометеоиздат, 1991. 277 с.
- Бызова Н. Л., Иванов В. Н., Гаргер Е. К. Турбулентность в пограничном слое атмосферы. Л.: Гидрометеоиздат, 1989. 267 с.